# Ковінька Олександр Іванович
Олександр Іванович Ковінька (справжнє прізвище — Ковінько) (13 січня 1900, Плоске, Полтавського повіту Полтавської губернії Російської імперії — 25 липня 1985, Полтава, УРСР) — український письменник-гуморист.

## Біографія
Народився у селі Плоске (нині Решетилівського району Полтавської області) в родині селянина-бідняка. Закінчив церковноприходську школу, навчався в земському двокласному училищі.
З 12 років пішов у найми. У 1917 році склав екстерном іспити за чотири класи гімназії. Був сторожем у сільській аптеці, служив у міліції в Полтаві.
У період громадянської війни в Російській імперії та у часи боротьби за існування Української Народної Республіки спочатку був у повстанському загоні. 1918 року схоплений кайзерівськими окупантами й відданий до воєнно-польового суду. Звільнений під час наступу Червоної Армії. Був членом партії боротьбистів. Брав участь у боях з денікінцями, потрапив до них у полон. Знову був звільнений і вступив до Червоної Армії (разом з Володимиром Сосюрою). Затим воював у війську УНР. Війна закінчилась для нього у таборі біля Познані (Польща), де перебував у 1920—1921 роках.
Після повернення додому вступив до комітету незаможників. Був секретарем сільради. Навчався на курсах інструкторів-лекторів ТСОАВІАХІМу, виступав з лекціями від цього товариства.
В 1926—1928 роках навчався в Полтавському інституті народної освіти (заочно).
Друкуватися почав 1926 року — тоді з легкої руки Остапа Вишні в газеті «Селянська правда» була вміщена його гумореска «Містки та доріженьки». Друкував гумористичні оповідання та фейлетони в газеті «Більшовик Полтавщини», журналах «Червоний Перець», «Плуг», «Червоний шлях», «Нова громада» («Соціалістична громада»), «Молодий більшовик» та інших часописах.
1928 року став штатним фейлетоністом газети «Більшовик Полтавщини». Перша книга — збірка гумористичних і сатиричних повістей «Індивідуальна техніка» (Харків, 1929), друга — «Колективом подолаємо» (Полтава, 1930).
6 жовтня 1934 року заарештований органами НКВС у справі «Контрреволюційної боротьбистської організації». У київській Лук'янівській в'язниці зустрівся з полтавськими приятелями Майфетом і Ванченком.
28 березня 1935 року виїзною сесією Військової колеґії Верховного Суду СРСР засуджений до десяти років таборів. Відбувати покарання засланий до Магадана. Там він працював вибійником, бурильником, гірничим майстром, плановиком-економістом на гірничо-промислових підприємствах Дальбуду. Звільнений 1947 року, але без права повернення в Україну, жив у Якутії. Там у 1950 році заарештований удруге і повернений у Нагаєво поблизу Магадана.
4 липня 1956 року судово-слідчу справу його було припинено за відсутністю складу злочину.
Після реабілітації повернувся на батьківщину, до рідної Полтави. Був відновлений у рядах СПУ, повністю поринув у літературну роботу.
Видрукував у журналі «Прапор» автобіографічну, написану з іронічним усміхом, повість «Як мене купали й сповивали» (1957), видав збірки гумору та сатири «Кутя з медом», «Гуморески» (1960), «І не кажіть, і не говоріть» (1962), «Коти й котячі хвости» (1964), «Директиви і корективи» (1965), «Попав пальцем в небо» (1966), «Всякого бувало…» (1967), «Чарівні місця на Ворсклі» (1968), «Згадую й розгадую» (1970), «Пухові подушки» (1971), «Отак, прямо і прямо» (1976), «Кислі яблука» (1978), «На що ви натякаєте?…» (1978), «Як воно засівалося» (1979), «Гостріше гостріть пера» (1983) та інші.
Його творчий доробок поповнився сатирико-гумористичними повістями «Хрестоносці» та «Превелебні свистуни, або Смішні, чудні й сумні пригоди сільського хлоп'яка Василя Черпака», автобіографічною оповіддю «Чому я не сокіл?..», публіцистичними статтями з проблем розвитку української мови, збереження історико-культурної спадщини рідного народу.
Помер у Полтаві на 86-му році життя.

## Творчість
Опублікував понад 30 книг сатири й гумору.
Постійно друкувався в журналах «Перець», «Україна», «Прапор», «Жовтень», вміло відтворював смішне в побуті. Письменник виробив власний стиль неквапливої, іронічної, мудрої оповіді, побудованої на фольклорно-розмовній основі.
Двотомники вибраних творів виходили в Києві у 1970-их та 1980-их роках.
Літературна спадщина перекладалася російською, білоруською, грузинською, вірменською та іншими мовами.

## Відзнаки, вшанування

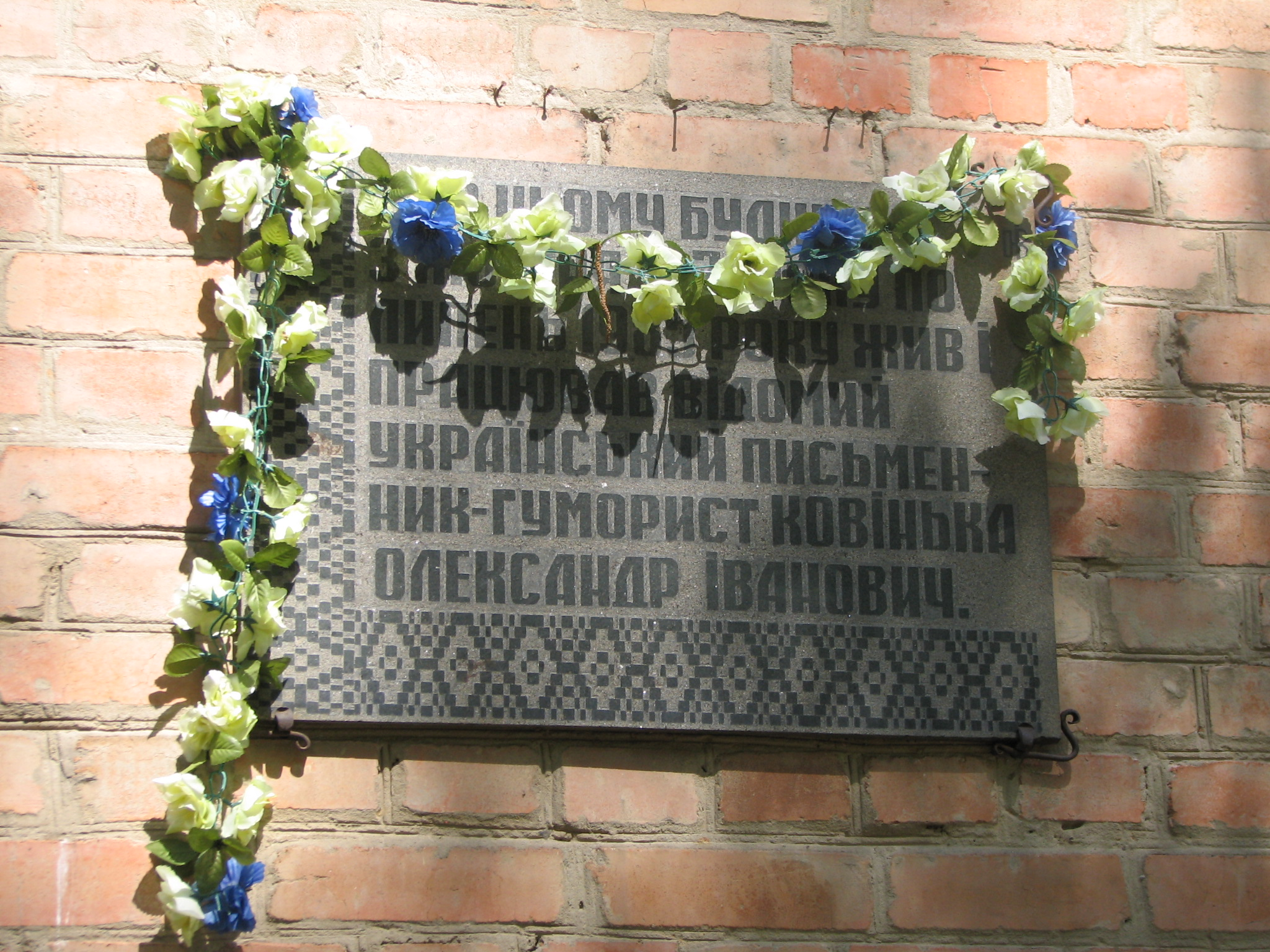
Меморіальна дошка в Полтаві

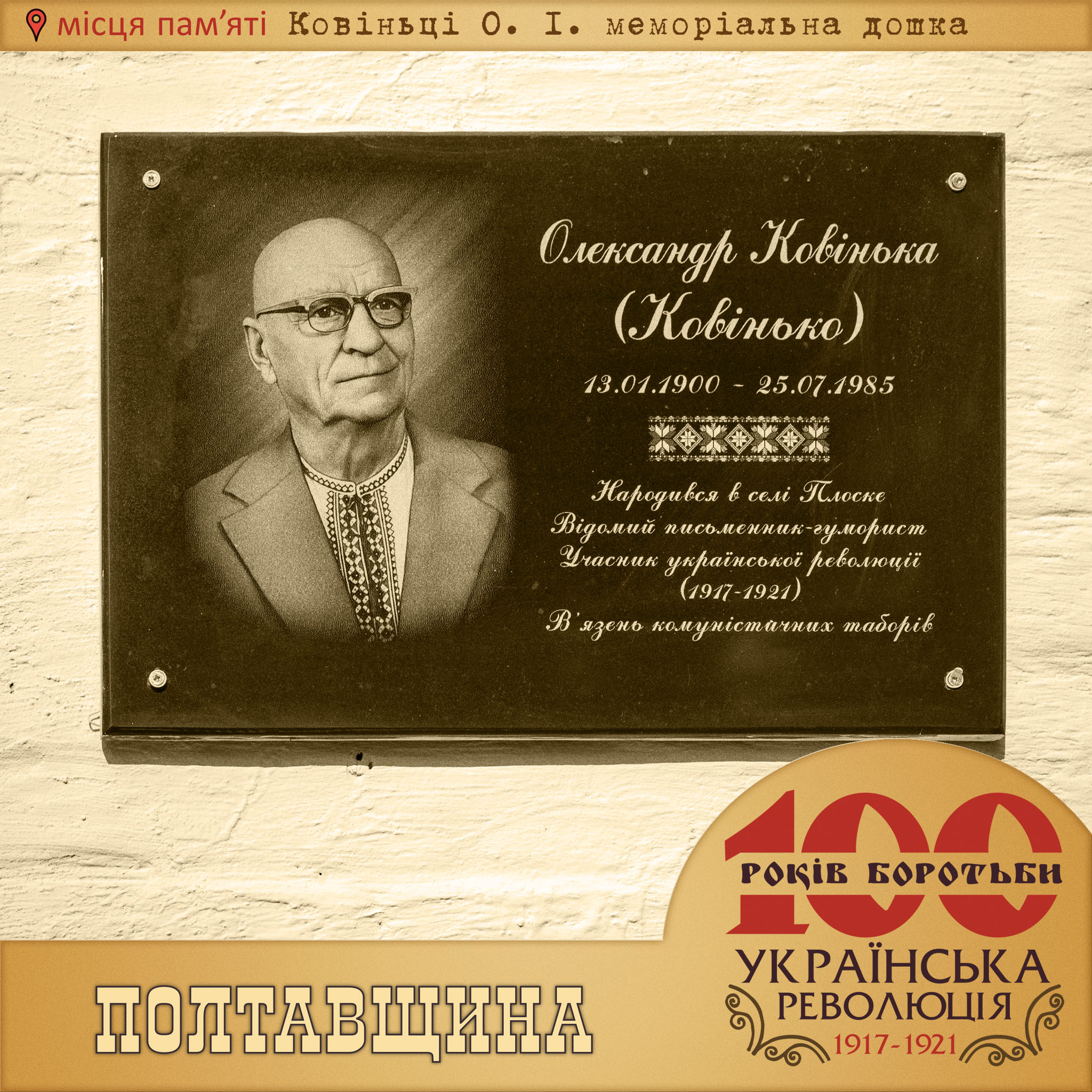
Меморіальна дошка в селі Плоске

- Лауреат премії ім. Остапа Вишні (1984).
- Нагороджений орденом «Знак Пошани» (1970).
- 1992 року на будинку, у якому останнім часом жив Олександр Ковінька (Полтава, вулиця Капітана Володимира Кісельова, 4), встановлено меморіальну дошку.
- В журналі «Перець» № 24 за 1974 рік розміщено дружній шарж А. Арутюнянца, присвячений 75-річчю Олександра Ковінька.[5][6][7][8]
- 16.10.2020 року в селі Плоске Мачухівської ОТГ відкрито меморіальну дошку українському письменнику-гумористу Олександру Ковіньці на фасаді місцевої школи, неподалік якої знаходилась хата, де народився і провів дитинство письменник.

## Видання творів
- Твори, т. 1—2.— Київ, 1970;
  - Подорож до Ворскли.— Київ, "ДНІПРО",1975;
- Твори, т. 1—2.— Київ, 1980.